# Rojeta
Rojeta es un cultivar de higuera de tipo higo común Ficus carica unífera, de higos color de piel variegada verde con manchas moradas claras con tonos verdosos. Se cultiva principalmente en Región de Murcia (Cartagena), y en la Comunidad Valenciana (provincia de Alicante)..

## Sinonimia
- „Rojeta“ en Cartagena[5]
- „Rojetes“ en Región de Murcia,[6]
- „Higos Verdale“,[7]
- „Rancona“ en Región de Murcia

## Historia
Los higos 'Rojeta' en ciertas comarcas son considerados de gran calidad y gozan de buena fama, podemos deducir que eran los higos que más duraban en el otoño, que ya escaseaban en otras higueras para la fecha de todos los santos.

Si quieres que te guarde las cabras,

lléname el zurrón de pan,

que higos ya no quedan

y uva ya no hay.
Si vols que et guarde les cabres,

ompli’m el sarró de pa,

que figues ja no en queden

i raïm ja no n’hi ha.
Cançó popular alicantina, la situa per Tots Sants (Canción popular alicantina, la sitúa por Todos los Santos)

La higuera 'Rojeta' se está cultivando en la Región de Murcia en el vivero de ANSE "Asociación de Naturalistas del Sureste", donde cultivan variedades frutícolas y hortícolas de la herencia para su conservación y recuperación de su cultivo.

## Características
La higuera 'Rojeta' es una variedad unífera de tipo higo común, árbol rústico, fértil, muy resistente al frío. Higuera uniforme, de producción muy alta de higos.
El higo es mediano, de epidermis verde variegada parcialmente teñida de marrón, y pulpa roja, dulce y sabrosa: excelente. Puede tener grietas grandes longitudinales y transversales junto al Ostiolo de 3 a 5 mm rosado. El ostiolo está cerrado, lo que lo protege de enfermedades e insectos. El higo madura de 28 de septiembre a finales de octubre. Los higos son muy buenos, y en regadío alcanzan espesores muy aceptables. Parecen bastante resistentes a las lluvias y a la mosca de la fruta.

## Cultivo de la higuera
Se cultiva principalmente en la Región de Murcia, y en la Comunidad Valenciana (provincia de Alicante) e Islas Baleares (MAGRAMA, 2012).